# Heinrich Emmel
Heinrich Emmel (* 13. April 1819 in Niedergründau im Main-Kinzig-Kreis; † im 19. Jahrhundert) war ein deutscher  Bürgermeister und Mitglied der kurhessischen Ständeversammlung.

## Leben
Heinrich Emmel war in seiner Heimatgemeinde als Bürgermeister tätig und erhielt in dieser Funktion im Jahre 1858 ein Mandat für die Zweite Kammer der kurhessischen Ständeversammlung.
Diese wurde nach den Unruhen im Jahre 1830 zum Zweck der Beratung und Verabschiedung einer Verfassung gebildet und hatte bis 1866 Bestand, als das Land Hessen durch Preußen annektiert wurde.
Emmel blieb bis 1860 in dem Parlament. 